# Jean-Baptiste Brondel
Jean-Baptiste Brondel, in den Vereinigten Staaten auch John B. Brondel (* 23. Februar 1842 in Brügge, Belgien; † 3. November 1903 in Helena, Montana, Vereinigte Staaten) war ein belgischer Geistlicher und römisch-katholischer Bischof von Vancouver Island (1879 bis 1883) und von Helena (1884 bis 1903).

## Leben und Wirken

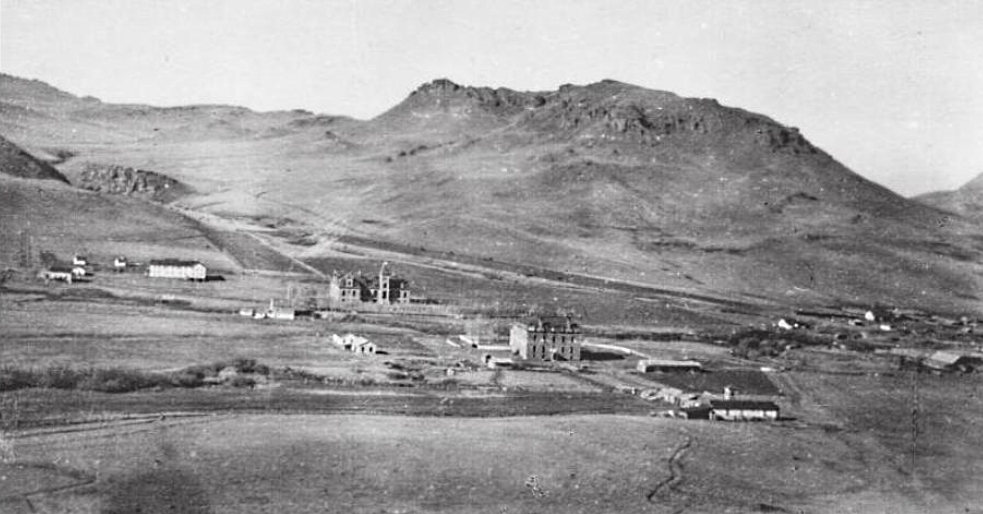
Die St Peters Mission in Montana, an deren Etablierung Brondel maßgeblich beteiligt war, auf einer Aufnahme von vor 1908.

Jean-Baptiste Brondel wurde am 23. Februar 1842 als Sohn von Charles Joseph and Isabella Brondel (geborene Becquet) in Brügge geboren. Als eines von sieben Kindern war er der jüngste der fünf Söhne seiner Eltern. Neben seinem ältesten Bruder und seinen beiden Schwestern war Jean-Baptiste eines von vier Kindern der Familie, das eine religiöse Laufbahn einschlug. Nach einer frühen Ausbildung bei den 1839 von Theodoor Jakob Rijken in Brondels Heimatstadt gegründeten Xaverian Brothers wechselte Brondel als Zehnjähriger im Jahre 1852 an das College of St. Louis in Brügge, das er daraufhin zehn Jahre lang besuchte. Durch die Arbeit von Pierre-Jean De Smet, der als 20-Jähriger im Jahre 1821 erstmals nach Amerika kam und dort in den nachfolgenden Jahrzehnten unter anderem als Missionar wertvolle Dienste leistete, inspiriert, beschloss Brondel ebenfalls Missionar in Nordamerika zu werden.
Am American College of Louvain, einem von der Bischofskonferenz der Vereinigten Staaten betriebenen und 1857 gegründeten römisch-katholischen Seminar in Löwen, studierte Brondel daraufhin Philosophie und Theologie. Am 17. Dezember 1864 wurde er von Kardinal Engelbert Sterckx, dem damaligen Erzbischof von Mechelen, zum Priester geweiht. Da er zu diesem Zeitpunkt gerade einmal 22 Jahre alt und somit unter der nötigen Altersgrenze für eine Priesterweihe war, bedurfte es einer Ausnahmegenehmigung durch Papst Pius IX. Danach setzte Brondel seine Studien am American College für zwei weitere Jahre fort, ehe er im Jahre 1866 in Vancouver in der Provinz British Columbia in Kanada ankam. Dort lehrte er anfangs für ein Jahr am Holy Angels College, ehe er ins angrenzende Washington-Territorium kam und dort für zehn Jahre als Rektor der Kirche von Steilacoom und deren angeschlossenen Missionen tätig war.
Während seiner dortigen Amtszeit ließ er Kirchen in Tacoma und Olympia errichten. Nachdem er im Jahre 1877 nach Walla Walla versetzt worden war, kehrte der Belgier im darauffolgenden Jahr wieder nach Steilacoom zurück. Nachdem Charles-Jean Seghers im Sommer 1878 davon erfahren hatte, dass er zum Koadjutor der Erzdiözese Oregon City ernannt worden war, und dieses Amt, obwohl er weiterhin als Bischof von Vancouver Island fungieren wollte, annahm, erfolgte am 26. September 1879 Brondels Wahl zum dritten Bischof von Vancouver Island durch Papst Leo XIII. Seine Konsekration erhielt er daraufhin am 14. Dezember 1879 durch seinen Vorgänger, den nunmehrigen Erzbischof Charles-Jean Seghers. Zur Diözese gehörten zur damaligen Zeit die britische Kronkolonie Vancouver Island, sowie das zu den Vereinigten Staaten gehörende Alaska. Seine Amtszeit als Bischof von Vancouver Island dauerte bis zum 7. April 1883, als er zum Apostolischer Vikar von Montana ernannt wurde. Papst Leo XIII. hatte das Apostolische Vikariat Montana rund einen Monat davor, am 5. März 1883, nach Gebietsabtretungen der Apostolischen Vikariate Idaho und Nebraska offiziell gegründet. Am 11. März 1883 kam auch noch ein Teil des Territoriums der Erzdiözese Saint Louis hinzu.
Nachdem das Apostolische Vikariat nach einem Jahr, am 7. März 1884 zum Bistum erhoben worden war, wurde Brondel fortan als erster Bischof des nunmehrigen Bistums Helena eingesetzt. Diese Position hatte er bis zu seinem Ableben im Jahre 1903 für einen Zeitraum von rund 20 Jahren inne. In dieser Zeit reiste er vielfach durch Washington und war an der Gründung neuer Parishes und Kirchen beteiligt. Des Weiteren stieg die Anzahl der Priester im Staat signifikant; im Jahre seines Todes war die Zahl der Seminare in Montana von einem auf mittlerweile 13 Seminare herangewachsen. Brondel setzte sich besonders für die Evangelisierung der amerikanischen Ureinwohner ein, was mitunter auch von der Regierung der Vereinigten Staaten genutzt wurde. Am 3. November 1903 starb der sich noch im Amt des Bischofs von Helena befindliche Brondel nach kurzer Krankheit im Alter von 61 Jahren im St. John’s Hospital in Helena und wurde im Gewölbe unterhalb der Kathedrale von Saint Helena beerdigt. Als Todesursache wurde im Anaconda Standard vom selben Abend Herzverfettung angegeben. Am 3. November 1921, auf den Tag genau 18 Jahre nach seinem Tod, wurden seine sterblichen Überreste zum Resurrection Cemetery von Helena überführt.